# メアジードーツ
メアジードーツ (Mairzy Doates) はアメリカ合衆国の競走馬。日本で第1回ジャパンカップに優勝したことで知られる。日本の一線級馬を相手に東京競馬場芝2400メートルを当時の日本レコードとなる2分25秒3で制し、外国馬の強さを示す象徴的な勝利を挙げた。この勝利は日本競馬の国際化の初期における衝撃的な出来事であり、当時の日本馬との力量差を明らかにした。

## 戦績
1978年12月にデビューし、4戦目で初勝利を挙げた。ダートでは、3歳時にアラバマステークス (G1) の3着（5頭立て）が目立つ程度と芽が出なかったが、
4歳時からは、芝のレースを中心に使われるようになり、5月に11ハロンのヤーバブエナハンデ (G3) で重賞初勝利。
5歳となると本格化し、3月に10ハロンのサンタバーバラハンデ (G1) でザベリワンにハナ差の2着と好走。さらに、ヤーバブエナハンデ、10ハロンのニューヨークハンデ (G3) 、9.5ハロンのマッチメイカーハンデ (G2) と、重賞3連勝を飾った。この後は、ハンデが見込まれ勝ち星に見放されるが、12ハロンのロングアイランドハンデ (G2) を2着として、ジャパンカップに臨んだ。

### 第1回ジャパンカップ
1着賞金6500万円の国際招待競走と、金銭的条件は世界でも屈指という触れ込みで、1981年に始まったジャパンカップ。予備登録段階では、当時芝では世界最強と言われたジョンヘンリーやケンタッキーダービー馬のジェニュインリスク、プレザントコロニー（タップダンスシチーの祖父）といったビッグネームの名が上がっており、ファンの期待を集めた。しかし、実際に参戦したのは、ザベリワンが唯一のG1勝ち馬と、予備登録段階と比べると格落ちの感はいなめず、G2レベルの枠を出ないメアジードーツも有力馬の1頭とみなされていた。
招待馬は、アメリカ馬3頭、カナダ馬3頭、インド馬1頭、トルコ馬1頭（到着後故障し、不出走）という構成だった。ヨーロッパからの招待馬がいないのは、11月は既にオフシーズンであることと、日本の競馬のステータス、認知度の低さを考慮して、最初から勧誘すらしなかったためである。対する日本馬は、この年の天皇賞（秋）の優勝馬ホウヨウボーイ、同2着のモンテプリンス、同3着のゴールドスペンサーが揃って出走するなど、古馬の一線級が集まった。
招待馬は、トライアルのオープン戦に出走したインドのオウンオピニオンを除き、レースの10日ほど前から来日した。メアジードーツは、来日後軽めの調整を続けたが、最終追い切りではレース並みの時計を出して周囲を驚かすなど、コンディションは絶好だった。勝機十分と踏んだメアジードーツの馬主は、レース当日になって、日本の硬い馬場では馬が故障してしまうとして、馬場に水を撒くことを要求した。出走取り消しをちらつかせていたため、日本中央競馬会 (JRA) としても有力馬を直前になって回避させるわけにはいかず、要求を呑まざるを得なかった。しかし、当時の東京競馬場場長であった佐藤武良は水撒きを承認した後、「馬場の回りに置いてある植木鉢。あれに水をやるのは問題ないでしょ？」と機転を効かせた。日中の競馬場では、ダートコースから芝コースに向かっての散水が、実際に一、二度行われており、その様子を見て、メアジードーツ陣営は笑顔だったという。ただ、霧状になった水が向かった先は、佐藤の示唆した植木鉢だったため、馬場の急変は回避され、騒動は終息した。
ジャパンカップでの人気は、体調不良が囁かれたことや、冬毛が出て見栄えのしない馬体だったこともあり離れた5番人気。1番人気は、招待馬の目玉のザベリワン。日本馬が惨敗続きだったワシントンD.C.インターナショナルで2着という金看板が大きく影響していた。2番人気以降は、モンテプリンス、ホウヨウボーイ、ゴールドスペンサーと日本馬が続いた。外国馬とはいえ二流どころが相手なら日本馬でも勝機がある、と考える競馬ファンは多かった。
レースは、後に「日の丸特攻隊」と称されるサクラシンゲキが、1000メートルを57秒8という短距離戦並みのハイペースで逃げたが、カナダのフロストキングがこれを無理なく追走。4コーナーに差し掛かった辺りで、サクラシンゲキを交わし、早くも先頭に立った。速いペースへの対処に苦慮した日本馬が直線で伸びを欠く中、メアジードーツは外から鋭く伸び、フロストキングと激しく叩き合う。鞍上のキャッシュ・アスムッセンの鞭に応え、最後は1馬身抜け出し、ジャパンカップ制覇を飾った。ザベリワンは3着。直線一気にかけたゴールドスペンサーの5着が日本馬最高着順だった。勝ち時計は、2分25秒3。芝2400メートルの当時の日本レコードを0秒5、東京競馬場のコースレコードを1秒縮めるという驚異的なタイムで、観客からは大きなどよめきがあがった。この結果は、日本馬と外国馬の実力差を歴然と示していた。
日本の一流馬が外国の二流馬にホームでも完敗したという事実が、当時の日本の競馬関係者、ファンに与えたショックは計り知れないものがあった。

## 引退後
メアジードーツは、このジャパンカップを最後に引退、繁殖牝馬となった。産駒のうち、メアジーダンサー(父リファール）、ハイブリッジスルー(父シアトルスルー）の2頭が日本に輸出され、種牡馬となった。前者が1戦0勝、後者が不出走という競走成績にもかかわらず種牡馬となったあたりに、メアジードーツがもたらした衝撃の一端がうかがわれる。

### 主な産駒
- 1983年:*メアジーダンサー
- 1984年:*ハイブリッジスルー
- 1988年:Slewperman(牡 父シアトルスルー）
- 1989年:Hanging Valley（牝 父コックスリッジ） ※チリで繁殖牝馬となり、重賞勝ち馬を産んでいる。
- 1992年:Doubleclearance （牝 父クリプトクリアランス）
- 1993年:Sopris （牝 父マウントリヴァモア）

## 年度別競走成績
- 1978年 （ 1戦0勝）
- 1979年 （13戦4勝）
  - 3着 アラバマステークス (G1)
- 1980年 （ 7戦3勝）
  - 1着 ヤーバブエナハンデ (G3)
- 1981年 （12戦5勝）
  - 1着 マッチメイカーハンデ (G2) 、ヤーバブエナハンデ (G2) 、ニューヨークハンデ (G3) 、ジャパンカップ
  - 2着 サンタバーバラハンデ (G1)

## 血統表
| メアジードーツの血統（スターキングダム系 / Stardust4×5=9.38%） | メアジードーツの血統（スターキングダム系 / Stardust4×5=9.38%） | メアジードーツの血統（スターキングダム系 / Stardust4×5=9.38%） | （血統表の出典）      | （血統表の出典） |
| 父 Nodouble 1965 栗毛                                          | 父の父Noholme 1956 栗毛                                        | Star Kingdom                                                   | Stardust              | Stardust         |
| 父 Nodouble 1965 栗毛                                          | 父の父Noholme 1956 栗毛                                        | Star Kingdom                                                   | Impromptu             |                  |
| 父 Nodouble 1965 栗毛                                          | 父の父Noholme 1956 栗毛                                        | Oceana                                                         | Colombo               | Colombo          |
| 父 Nodouble 1965 栗毛                                          | 父の父Noholme 1956 栗毛                                        | Oceana                                                         | Orama                 |                  |
| 父 Nodouble 1965 栗毛                                          | 父の母Abla-Jay 1955 鹿毛                                       | Double Jay                                                     | Balladier             | Balladier        |
| 父 Nodouble 1965 栗毛                                          | 父の母Abla-Jay 1955 鹿毛                                       | Double Jay                                                     | Broomshot             |                  |
| 父 Nodouble 1965 栗毛                                          | 父の母Abla-Jay 1955 鹿毛                                       | Ablamucha                                                      | Don Bingo             | Don Bingo        |
| 父 Nodouble 1965 栗毛                                          | 父の母Abla-Jay 1955 鹿毛                                       | Ablamucha                                                      | Sweet Betty           |                  |
| 母 Avalanche Lily 1965 鹿毛                                    | 母の父T.V. Lark 1957 鹿毛                                      | Indian Hemp                                                    | Nasrullah             | Nasrullah        |
| 母 Avalanche Lily 1965 鹿毛                                    | 母の父T.V. Lark 1957 鹿毛                                      | Indian Hemp                                                    | Sabzy                 |                  |
| 母 Avalanche Lily 1965 鹿毛                                    | 母の父T.V. Lark 1957 鹿毛                                      | Miss Larksfly                                                  | Heelfly               | Heelfly          |
| 母 Avalanche Lily 1965 鹿毛                                    | 母の父T.V. Lark 1957 鹿毛                                      | Miss Larksfly                                                  | Larksnest             |                  |
| 母 Avalanche Lily 1965 鹿毛                                    | 母の母Tumbling 1953 鹿毛                                       | War Admiral                                                    | Man o'War             | Man o'War        |
| 母 Avalanche Lily 1965 鹿毛                                    | 母の母Tumbling 1953 鹿毛                                       | War Admiral                                                    | Brushup               |                  |
| 母 Avalanche Lily 1965 鹿毛                                    | 母の母Tumbling 1953 鹿毛                                       | Up the Hill                                                    | Jacopo                | Jacopo           |
| 母 Avalanche Lily 1965 鹿毛                                    | 母の母Tumbling 1953 鹿毛                                       | Up the Hill                                                    | Gentle Tryst F-No.2-s |                  |

祖母Tumblingの曾孫に凱旋門賞連覇のアレッジドがいる。